# 格林縣 (肯塔基州)
格林縣（英語：Green County）是美國肯塔基州中部的一個縣。面積748平方公里。根據美國2000年人口普查，共有人口11,518。縣治格林斯堡。
成立於1792年12月20日。縣名紀念美國獨立戰爭將領納薩尼爾·葛林。